# Старая Паньшина
Ста́рая Паньшина — деревня в Пригородном районе Свердловской области России. Входит в муниципальный округ Горноуральский, управляется Паньшинской территориальной администрацией.
Ранее деревня входила в состав Паньшинского сельсовета Пригородного района.

## География
Деревня Старая Паньшина расположена к югу-востоку от города Нижнего Тагила, по обоим берегам небольшой реки, которая вместе со своим правым притоком в пределах селения образует несколько небольших прудов. Юго-восточнее деревни, в селе Новопаньшино, она впадает в Ямбарку.
Местность в окрестностях деревни холмистая, умеренно лесистая (преимущественно берёза). Сплошные леса начинаются западнее, где находятся истоки реки Башкарки (также притока Ямбарки) и гора Медный Рудник (302,7 м). Севернее деревни, на берегах Башкарки — село Башкарка и деревня Новая Башкарка. На востоке, в долине Ямбарки — село Новопаньшино.

### Улицы
- Гагарина
- Садовая
- Чапаева
- Школьная[3]

## История
По некоторым данным, датой первого упоминания деревни считается 1734 год (тогда как село Новопаньшино впервые упоминается в 1738 году). Поселение Паньшина в долине Ямбарки присутствует на Ландкарте 1734—1736 годов, изображавшей территории Екатеринбургского горного ведомства, Соликамской провинции, Чердынского, Кунгурского, Верхотурского, Туринского уездов, а также владения баронов Строгановых и Акинфия Демидова.
По данным Специальной карты Европейской России И. А. Стрельбицкого, составленной в 1865—1871 годах (лист 137, издание 1873 года), Старая Паньшина — деревня размером в 50 дворов, один из самых южных населённых пунктов Верхотурского уезда Пермской губернии. Переиздание этой карты от 1919 года даёт размер деревни уже в 80 дворов.

## Население
| 2002 | 2010 | 2021 |
| ---- | ---- | ---- |
| 210  | ↘165 | ↘131 |

В 1970-х — начале 1980-х годов численность населения деревни достигала 520 человек.
По данным Всероссийской переписи населения 2002 года, в деревне проживали 210 человек (96 мужчин и 114 женщин), все русские.
По данным переписи населения 2010 года, в деревне проживали 165 человек, из них 76 мужчин (46,1 % населения)  и 89 женщин (53,9 %). Не менее 98 % населения составляли русские.

## Социальная сфера
- Передвижной мобильный фельдшерско-акушерский пункт, работающий в деревне несколько часов один день в неделю[12]. Стационарный ФАП ранее был закрыт[13].
- Деревня не газифицирована, отопление печное[13].

## Промышленность
- Пилорама[13].